# Haplopseustis
Haplopseustis là một chi bướm đêm thuộc họ Noctuidae.

## Các loài
- Haplopseustis erythrias Meyrick, 1902